# Północny Akropol

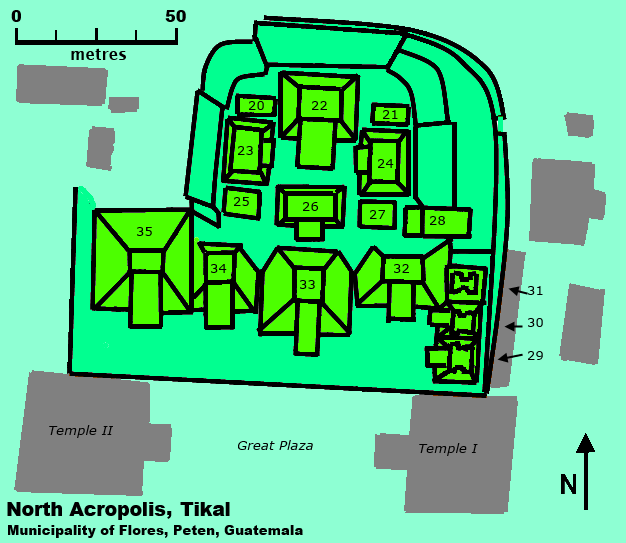
Schemat Północnego Akropolu w Tikál

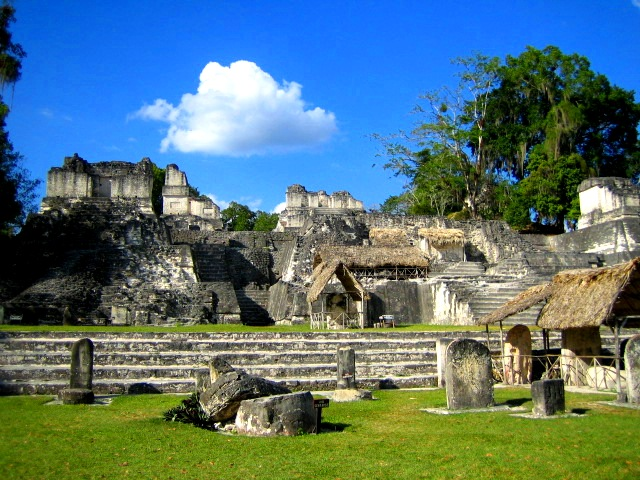
Północny Akropol w Tikál

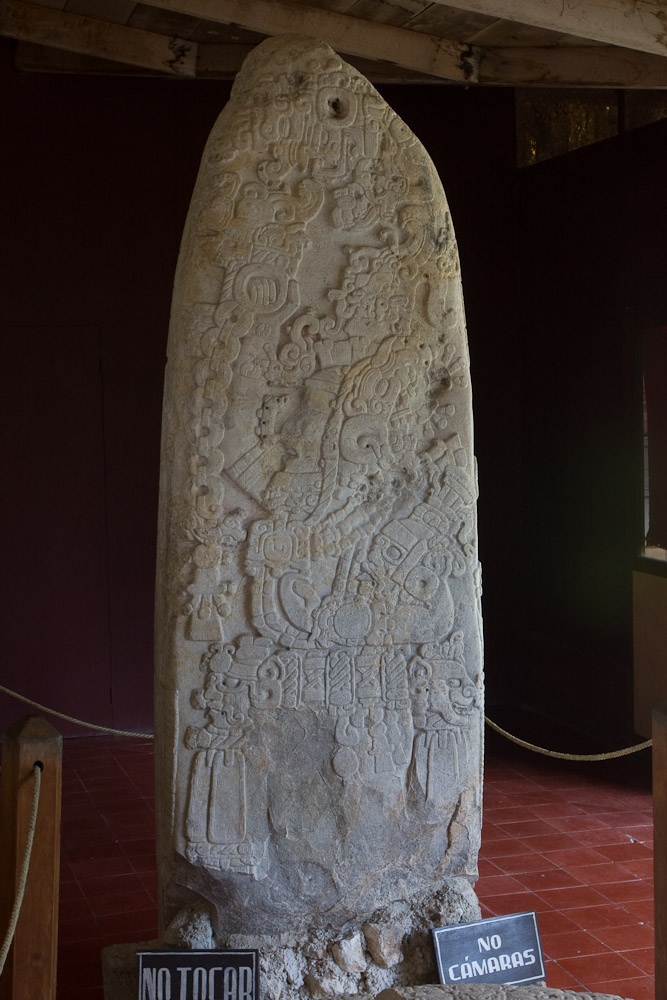
Stela 31

Północny Akropol – ruiny kompleksu architektonicznego w centrum Tikál, mieście Majów w Gwatemali. 
W 1979 stanowisko archeologiczne w Tikál wraz z otaczającym je parkiem narodowym zostało wpisane na listę światowego dziedzictwa UNESCO.

## Opis
Ruiny Akropolu Północnego znajdują się w centrum Tikál przy Wielkim Placu. Skrywają pozostałości stu budowli wznoszonych jedna na drugiej na przestrzeni 1500 lat . Większość z nich pochodzi z wczesnego okresu klasycznego. 
Na akropolu odkryto groby władców Tikál, którzy byli tu chowani między 1 rokiem n.e. a rokiem 550, a także groby wysoko urodzonych, m.in. bogato wyposażony grób kobiety z ok. 100 roku p.n.e.  Znaleziono tu również ślady osadnictwa z ok. 800 roku p.n.e. 
Na terenie akropolu odkryto ruiny świątyni 33, które skrywają pozostałości trzech świątyń, wzniesionych jedna na drugiej . W pierwszej z nich spoczywa Sihyaj Chan K’awiil II, nazywany „Burzliwym Niebem”, który zmarł w 456 roku . 
W ruinach znaleziono również stelę 31 wzniesioną przez Sihyaja Chana K’awiila II z przedstawieniem jaguara – boga-opiekuna Tikál 
Ruiny świątyni po północnej stronie akropolu, oznaczonej jako 5D–22 zdobią charakterystyczne rzeźbione maski.
W 1979 stanowisko archeologiczne w Tikál wraz z otaczającym je parkiem narodowym zostało wpisane na listę światowego dziedzictwa UNESCO .